# ボウアオノリ
ボウアオノリ(Ulva intestinalis) は、アオサ藻綱アオサ属に属する藻類の1種で、gutweed  あるいは grass kelp  などの別名でも知られる。2000年代初頭に分類学的再検討がなされるまで、本種を含む管状の藻体を持つ藻はアオノリ属(Enteromorpha)に分類されていた。

## 分布
アラスカに近い ベーリング海、アリューシャン列島、ピュージェット湾, 日本, 朝鮮、メキシコ、ロシアなどにみられる。また、イスラエルやヨーロッパ諸国 （アゾレス諸島, ベルギー、デンマーク、アイルランド島、ノルウェー、ポーランドなど）、バルト海 や地中海でも分布が確認されている。

## 環境耐性
本種は海水以外に淡水でも生育することが可能であり、その中間の汽水域にも見られる。ちなみに、生育場所によって耐寒性に差が見られるものの、例えば北海道小樽市で採取されたボウアオノリは、-20 ℃の環境にも24時間ならば耐えられた。しかし、同じ-20 ℃でもそれ以上の時間が経過すると次第に凍死してゆき、4日間経つとほとんどが死滅した。また、-20 ℃ならば耐えられた24時間であっても、-25 ℃では24時間経過するとほぼ全てが凍死した。

## 形態
藻体は長さ10cmから30cm、幅6mmから18mmで、先端は丸い。

## 食用
ボウアオノリは食用にできる藻類の一つである。例えば能登では、春に酢の物などとして消費される場合がある。また例えば、伊豆の松崎町では河口部の汽水域で「川ノリ」が1月から2月にかけて採取されているのだが、川ノリとして採取されている藻類の1種にボウアオノリも含まれている。ここで採取された川ノリは、地元で味噌汁に入れるなどして食されている。